# 北海道道272号寿都停車場線

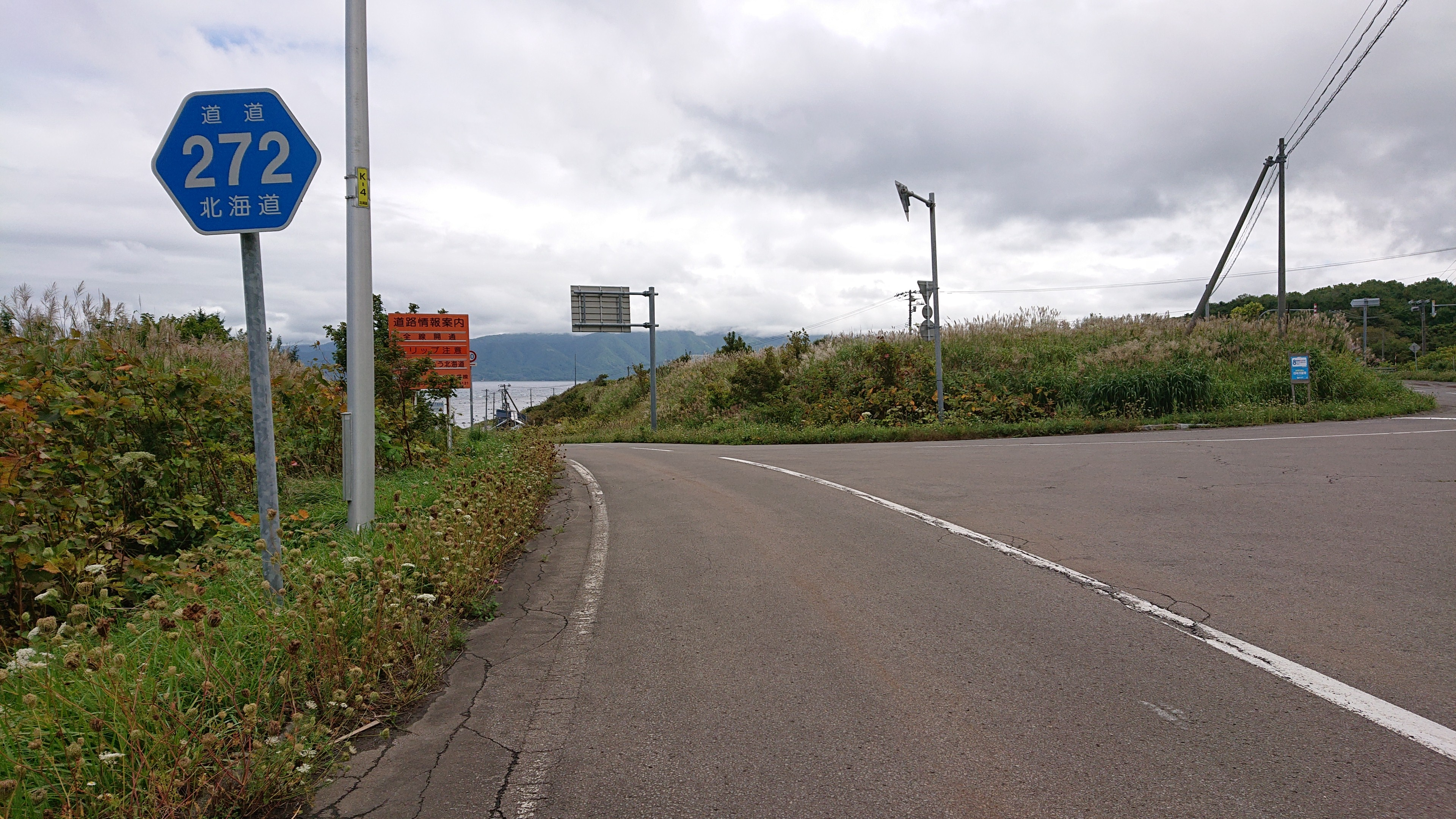
北海道道272号寿都停車場線

北海道道272号寿都停車場線（ほっかいどうどう272ごう すっつていしゃじょうせん）は、北海道寿都郡寿都町内を結ぶ一般道道（北海道道）である。

## 概要

### 路線データ
- 起点：北海道寿都郡寿都町字渡島町（旧寿都鉄道 寿都駅跡）
- 終点：北海道寿都郡寿都町字矢追町（国道229号交点）
- 総延長：2.958 km
- 実延長：2.625 km
- 重用延長：0.333 km

### 道路管理者
- 後志総合振興局 小樽建設管理部 蘭越出張所

## 歴史
- 1957年（昭和32年）7月25日 - 204号として路線認定[1]。
- 1972年（昭和47年）5月11日 - 寿都鉄道が廃業。寿都駅は廃駅となる。
- 1994年（平成6年）10月1日 - 路線番号を272号に変更[2]。

この路線の前身は、1925年（大正14年）3月13日に認定された準地方費道101号寿都停車場線である。

## 路線状況

### 重複区間
- 国道229号（寿都町字渡島町 - 寿都町字新栄町）

### 道路施設

#### 道の駅
- 道の駅みなとま〜れ寿都

## 地理

### 通過する自治体
- 後志総合振興局
  - 寿都郡寿都町

### 交差する道路
寿都町
- 国道229号 - 字渡島町、字新栄町（重複）
- 北海道道9号寿都黒松内線 - 字大磯町
- 国道229号 - 字矢追町（終点）

### 沿線にある施設など
寿都町
- 寿都町役場
- 寿都町立寿都診療所
- 寿都警察署
- 寿都漁港

## その他
旧国鉄およびJR北海道・JR貨物・ふるさと銀河線以外の鉄道の駅を結んでいた北海道道は、この他に北海道道416号鹿追停車場線（北海道拓殖鉄道）、北海道道430号南幌向停車場線・北海道道451号北長沼停車場線・北海道道749号鳩山継立停車場線（北海道炭礦汽船（夕張鉄道））、北海道道667号徹別原野雄別停車場線（雄別鉄道）がある。